# Tatár Margit
Tatár Margit (dr. Éless Istvánné) (Baracs, 1911. január 2. – 1981.) az első magyar női ejtőernyős.

## Életpálya
Szülei Tatár István és Tisner Margit. Több vöröskeresztes nővér közül Medveczky Gabriellával együtt került kiválasztásra. Szigorú orvosi alkalmassági vizsga, elméleti és fizikai felkészítés, szoktató repülés, ejtőernyős kiképzés következett. Az eredményes felkészülést követően kiképzettnek nyilvánították őket. Egy nagyszabású, levegőből történő mentési bemutató részeseként tevékenykedett. A program harmadik (fő) részeként egy kórház személyzetét dobták le ejtőernyővel. A kórházgép pilótája Miticzky Béla százados, légügyi főellenőr volt. A bemutató ejtőernyős ugrás résztvevői: dr. Lehóczky Béla honvéd főorvos, Medveczky Gabriella és Tatár Margit vöröskeresztes ápolónővér, valamint Hídvégi Géza ápoló volt. Két ejtőernyő, fő és mentő volt rajtuk, amit elég nehéznek találtak. Az egyik a géphez volt erősítve, a másikat nekik kellett volna kinyitni, ha a háternyő nem működik. Vöröskeresztes nővérként az első magyar nő volt, aki 1937. június 12-én a mátyásföldi repülőtéren végrehajtott mentési gyakorlaton ejtőernyővel kiugrott az 1936-ban Hollandiából vásárolt Fokker F VII típusú repülőgépből. 1937. szeptember 4-én Budapesten, a Józsefvárosban házasságot kötött Éless István Béla nagykázméri születésű orvossal.

## Szakmai sikerek
Teljesítményét egy ezüst serleggel és ejtőernyős jelvénnyel ismerték el.